# .id
.id為印度尼西亞國家及地區頂級域（ccTLD）的域名，於1993年2月27日啟用。該域名由印度尼西亚共和国通信和信息部管理。註冊.id的二级域名已經不受限制，但只有在印度尼西亞的實體才有資格註冊 .co.id三級域名。

## 外部連結
- （印尼文） 域名注册。标识
- （印尼文） 域名使用指定的条款和政策
- （印尼文） 域名注册域名，标识，免费域名注册查询，域名。标识可用（页面存档备份，存于）
- （印尼文） 新闻过渡经理（页面存档备份，存于）
- （英文） 域名注册信息。诗（页面存档备份，存于）